# بیمارستان شهید مدرس (کاشمر)
بیمارستان شهید مدرس با نام پیشین زایشگاه کاشمر یک بیمارستان ۱۰۴ تخت‌خوابی در کاشمر، استان خراسان رضوی است که در سال ۱۳۴۲ خورشیدی احداث شد.

## بخش‌ها

### بخش‌های درمانی
اورژانس – نورولوژی – داخلی – عفونی – قلب – دیالیز - CCU – ICU

### کلینیک‌های تخصصی
درمانگاه قلب - درمانگاه عفونی - درمانگاه اعصاب و روان (روان‌پزشکی) - درمانگاه جراحی عمومی - درمانگاه داخلی - درمانگاه داخلی اعصاب (نورولوژی) - درمانگاه پوست

### بخش‌های پاراکلینیک
آزمایشگاه تشخیص طبی  – رادیولوژی – سونوگرافی – ماموگرافی – اکوکاردیوگرافی – هولترمانیتورینگ – آندوسکوپی – کولونوسکوپی – تست ورزش – اسپیرومتری – درمانگاه دیابت – تالاسمی – هموفیلی

## افراد سرشناس فوت‌شده
- محمدرضا خباز در ۲۰ بهمن ۱۴۰۲ خورشیدی بر اثر سکته قلبی[۳]